# Николай (Поповичу)
Епи́скоп Никола́й (рум. Episcopul Nicolae, в миру Никоале Поповичу, рум. Nicoale Popoviciu; 29 января 1903, Бьертан, комитат Тырнава-Маре — 20 октября 1960, Монастырь Кея) — епископ Румынской православной церкви, епископ Орадский. Доктор богословия (1934).

## Биография
Обучался в начальной школе в Бьертане, в саксонской школе там же на немецком языке. Затем учится в лицее в Думбрэвени, нормальной школе в Сибиу и Лицее имени Андрея Шагуны в Сибиу в 1923—1927 годах.
В 1925 году совершил путешествие по святым местам Палестины и Египта, следуя старой румынской традиции, предписывавшей совершить подобное хотя бы раз в жизни.
Далее он поступил на православный богословский факультет Черновцкого университета, где отличился культурой, благочестивой жизнью и интеллектом. Затем он становится стипендиатом на православной богословском факультете в Афинского университета между 1927—1928 годами и философским факультетом Мюнхенского университета с 1928 по 1930 год. Он также проходит курсы в Тюбингене, Лейпциге и Бреслау с 1930 по 1932 год в рамках докторантуры, которую он успешно защищает в 1934 году в Черновцах, защитив докторскую диссертацию на тему евхаристической эпиклезы. Кроме родного румынского языка хорошо знал немецкий, древнегреческий, новогреческий, французский, латинский и венгерский языки.
В этот период, 1 сентября 1929 года он был рукоположен в сан диакона в состоянии целибата. 23 ноября 1934 года диакон Николай Поповичу рукоположен в сан священника митрополитом Николаем (Бэланом).
В 1932—1936 годах служил профессором догматического и апологетического богословия, гомилетики и греческого языка в Православной духовной академии в Сибиу.
28 апреля 1936 года в 33-летнем возрасте был избран епископом Орадским. Его на этой кафедре желал видеть предыдущий епископ Орадский Роман (Чорогарю). По пострижении в монашество, 1 июня 1936 года в Митрополитском соборе Сибиу был рукоположен во епископа Орадского. 28 июня того же года в Ораде состоялась его интронизация.
По его инициативе строились православные храмы в местах, где они были редкостью. Призвал и направил верующих вести по-настоящему христианскую жизнь. Одним из плодов его работы стал брак более 12 000 жителей Оради, которые жили до этого в сожительстве (конкубинате). 20 городских православных церквей и приходских домов, построенных из дерева, в основном разрушенных во время Первой мировой войны, были заменены каменными церквями. В своих проповедях он качался тем свободы, блуда, алкоголизма, ненависти между народами и многих других страстей, боролся за чистоту, хорошее понимание между людьми, взаимное уважение, трудолюбие, веру, любовь к стране и т. д. Предпринял действия по возведению православного собора в городе Орадя. Его усилиями была построиена школу для девочек в Бейу. Он создал систему помощи тем, кто пострадал от бедствий и несчастий.
В рамках своей борьбы за хорошее понимание между людьми в 1938 году епископ Николае Поповичу представлял Румынскую Православную Церковь на Международном конгрессе «Альянс за сближение народов через Церковь», который проходил в Фарис-Баде, Ларвик, Норвегия. Здесь епископ Орадский Николай выступил с речью о меньшинствах Румынии.
В период с 1 апреля 1940 года по 25 марта 1941 года епископ Николае временно управлял Тимишоарской епархией, которая была учреждена в 1939 году. Епископ Николай занялся организацией новой епархии и даже выделал на это личные средства. Помимо всего прочего, он обустроил епископскую резиденцию и здание для Епархиального совета в центре Тимишоары.
Оккупация Северной Трансильвании и её вхождение в состав хортиской Венгрии, затронула и Орадскую епархию: значительная часть епархии, включая город Орадя, вошла в состав Венгрии. Епископ Николай задержан и жестоко избит венгерскими оккупационными властями, а затем насильно выдворен за пределы Венгрии, созданной Гитлером, Муссолини и Хорти. Он поселился в Беюше, продолжая служить, учить и надеяться.
Включение Бессарабии, Северной Буковины в состав Румынии и создание Румынской православной миссии в Приднестровье в 1941 году побудило епископа Николая попросить благословения уехать к востоку от Днестра, до Крыма почти шесть месяцев, чтобы внести свой вклад в возрождение христианской жизни в пространство, опустошенное советской атеистической политикой. Таким образом, он будет частью первой группы миссионеров за Днестром, входящей в состав Трансильванского православного духовенства. Это 53 священника и епископа, которые под руководством митрополита Трансильванского Николая (Бэлана) выполняли прекрасную пастырско-миссионерскую работу в Приднестровье и Бессарабии. В этом также принимают участие епископы Арадский Андрей (Маджеру), Тимишоарский Василий (Лэзэреску) и Карансебешский Вениамин (Нистор).
Вскоре епископ Николай Поповичу вернется к своим пастырям в Кришане. Он занимает свое архиерейский престол в Беюше. Здесь, среди прочего, он много заботится о поддержке тех, кто выжил в Холокосте, совершенном венграми на северо-западе Трансильвании, которым удалось укрыться в Румынии. Это были румыны, евреи, славяне и цыгане.
Летом 1942 года епископ Николай вновь приезжает в Приднестровье вместе с протопопом Аурелом Мушетом, военным священником Ионом Кроитору, профессором Корнелом Савой и диаконом Аурелом Дарабаном, епархиальным секретарём. Епископ Николай посетил и отслужил в ряде церквей, переделанных румынам, совершил панихиды в Одесском православном соборе, в память о погибших в результате теракта 21 октября 1941 года, на кладбище долины Далника-Вакаржани и Берешани; он посетил 31 военную часть и 20 больниц, где он где произносил молитвы об уврачевании раненых; освятил церкви в сёлах Жура и Попенки (Рыбницкий район). Он присутствовал на съезде молдавских студентов Приднестровья, состоявшемся в Тирасполе; ответил на приглашение «румынской школы культуры для молдавских учителей» в том же городе, где произнес две речи: «Соотношение науки и веры» и «Наше национальное кредо». Он разделил 12 000 молитвослов и иконок. Он также был среди солдат, когда мог, и после 23 августа 1944 года.
Конец 1944 года приносит Румынии освобождение Северной Трансильвании, но в то же время знаменует собой начало коммунизации страны. Епископ Николай, наконец, возвращался в Орадю, где был принят с большой радостью и начал работу по восстановлению церквей и приходских домов, оскверненных или разрушенных хортистами. Он был обеспокоен распространением атеистической коммунистической идеологии в своей стране. Как в проповедях, так и в личных беседах с людьми, а также в административной работе и на церковных выборах, иерарх Николай Орады непрестанно свидетельствует о православной вере, заявляя о своей оппозиции к атеизму, идее классовой борьбы, ненависти между классами, притеснения людей по религиозным или социальным причинам и т. д. Он неоднократно разоблачает злоупотребления большевиков и утверждает, что система, основанная на несправедливости, насилии и ненависти, не сможет существовать, предсказывая падение коммунизма не только в Румынии, но и во всём мире.
Первое следствие — категорическое противодействие коммунистов желанию членов Священного Синода Румынской православной церкви избрать его патриархом. В 1945 году кандидатом, получившим наибольшую поддержку в Синоде, был епископ Орадский Николай (Поповичу). Однако, перед лицом сильнейшего давления со стороны коммунистов соратников, епископ Николай иерарх поддерживает — и убеждает своих сторонников поддержать — Юстиниана (Марину).
27 марта 1946 года Национальный церковный Конгресс Румынской православной церкви по предложению митрополита Трансильванского Николая (Бэлана), епископа Арадского Андрея (Маджеру) и епископа Орадского Николая (Поповичу) утвердил создание «Православной епископии для румын Венгрии» для окормления православных румын, проживающих на территории Венгрии. Центром новой епархии стал небольшой приграничный венгерский город Дьюла. В качестве управляющего этой епископии был назначен епископ Николай (Поповичу).
В 1947—1948 годы он был последним председателем «Трансильванской Ассоциации румынской литературы и культуры румынского народа» (ASTRA).
В 1949 году, после того, как под давлением властей было удалено на покой много румынских православных епископов, наступает очередь для Николая (Поповичу) и Николая (Колана), который должен был быть принудительно перемещён. Оппозиция Святого Синода этому откладывает такое действие.
Популярный в народе иерарх, который активно критиковал новую власть, не мог устраивать последнюю, однако антикоммунистическое сопротивление в Трансильвании, активное от Марамуреша до Баната, могло сильно подогрето насильственным жестом по отношению к такому человеку. В результате преследование происходит через бесчисленные управленческие и административные проверки, проводимые государственным органом, направленные на блокирование деятельности епархии и особенно епископа Николая (Поповичу). Власти внедрили своего человека, Андрея Комана, бывшего греко-католика, перешедшего в православие, агента секретной службы, викарием (помощзником) епископа Орадского. С одной стороны, они собирали инсайдерскую информацию о христианской и антикоммунистической работе епископа Николая и, с другой стороны, оказывали постоянное давление, чтобы изменить его позицию. Осенью 1950 года Священный Синод разбирал дело Андрея Комана, который обвинялся в клевете на епископа (55 апостольское правило), непослушание епископу (8 правило IV вселенского собора) и заговоре против своего епископа (18 правило IV вселенского собора, 34 правило Трулльского собора). Государственные власти выступили категорически против осуждения Комана. Вместо этого они требуют увольнения епископа Николая Поповичу как единственной альтернативы его аресту.
2 октября 1950 года Патриарх Юстиниан был вызван Грозой и Георгиу-Дежем. С премьер-министром беседовали с 7 утра до 12:30. Затем патриарх возобновил переговоры с ними: «ситуация Поповича хуже, чем мы подозревали. Я никогда не видел, чтобы премьер был так расстроен; он просто кричал на меня. Он ясно сказал мне, что если Синод не снимет Поповичу с Орадской епархии, он арестует его. Если он не арестовал его до сих пор, он сделал это, чтобы не нарушить престиж Церкви…».
В результате 4 октября 1950 года было принято решение уволить его на покой с проживанием в монастыре. Опасаясь какого-либо сближения между антикоммунистическим сопротивлением и епископом Орадя, коммунисты требовали его закрытия в Монастыре Чейя, расположенном в районе, контролируемом советскими оккупационными войсками.
Даже здесь у епископа Николая не было спокойствия. За ним постоянно следили агенты и провокаторы, посланные Секуритате, «которые хотели поговорить с ним, но он остерегается, а кто-то сказал ему перед отъездом, что он агент», как выразился 7 июля 1953 года информатору «Марку». Даже монах из монастыря, информатор безопасности, сказал ему: «Выше Преосвященство, остерегайтесь меня, что Секуритате поручает мне сообщать обо всем, что Вы делаете в монастыре, с кем Вы общаетесь, кто Вас посещает. Делайте это так, чтобы защитить себя, чтобы я Вас не видел». Кроме того, Секуритате проводило обыски, особенно в Килии, в которой он жил. Имея обязательное место жительства, установленное коммунистическим режимом, Николай (Попович) был обязан, чтобы каждый раз, когда он покидал монастырь, уведомлять местные органы милиции, чего он не делал, поэтому за ним внимательно следили. Его обвиняют в поддержке сопротивления в горах, расследуют, преследуют. Его неоднократно обыскивают в его камере. Они даже пытаются отравить его через тех же коммунистических агентов, проникших в монастырь.
После десяти лет принудительного проживания в монастыре под наблюдением, он скончался 20 октября 1960 года и похоронен в своём родном селе Бьертан, однако в 1992 году, его останки были перезахоронены в кафедральном соборе города Орадя, где он служил и произносил памятные слова.